# Electroclash
Electroclash (lub electro clash) – gatunek muzyki elektronicznej wywodzący się z punka, nowej fali, italo disco i electropopu.

## Historia
Electroclash rozwijał się w podziemiu Nowego Jorku i Detroit w końcówce lat 90. XX wieku aż do roku 2001, kiedy to nowojorski DJ Larry Tee zaczął organizować festiwale z udziałem czołowych artystów tego gatunku (zarejestrował też "electroclash" jako nazwę handlową swojego festiwalu). Równolegle nurt tej muzyki rozwijał się w europejskich metropoliach takich jak Berlin, Londyn, Haga czy Monachium. W Holandii prekursorem electroclashowego brzmienia jest producent I-F. W Berlinie natomiast działali tacy artyści jak Miss Kittin, Peaches, Chicks on Speed czy Felix da Housecat. Ich brzmienie jest obecnie wzorcowe dla wielu artystów. W ostatnich latach pojawiło się bardzo wielu wykonawców, których utwory można zaliczyć do tego gatunku.

## Charakterystyka
Muzyka realizowana jest na instrumentarium elektronicznym, tj. syntezatorach, często analogowych oraz automatach perkusyjnych będących pod kontrolą sekwencerów.
Słowa w utworach są proste, autoironiczne, lub także naiwne. Często muzyka idzie w parze z wymyślnym image'em, mniej lub bardziej ambiwalentną seksualnością i kampowym stylem artysty. Ruch ten połączony jest ze specyficznym stylem ubierania się i sztuką wzorowanych na pracach Andy'ego Warhola i Vivienne Westwood. Teksty nawiązują do atmosfery niekończącej się imprezy, seksualnego pożądania, upadku wartości moralnych, globalizacji i dominacji techniki we współczesnym świecie. Wokal opiera się głównie na melorecytacji, może też w ogóle go nie być.

## Wytwórnie wydające electroclash
- Ersatz Audio
- GoodLife
- International DeeJay Gigolo Records
- Elektropunkz Recordz